# إدوارد فرانكلاند

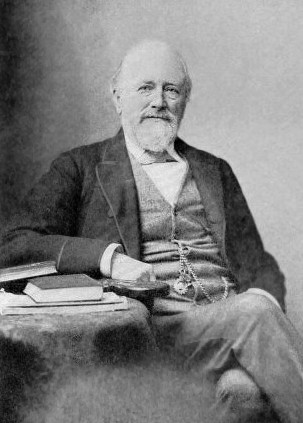
إدوارد فرانكلاند

إدوارد فرانكلاند (Edward Frankland)، من عام 1825 إلى 1899. هو عالم كيميائي إنجليزي، كان من رواد الكيمياء البنيوية واخترع مفهوم الرابطة، وعُرف بأبحاثه في التكافؤ.

## السيرة
ولد في 18 يناير 1825 وبدأ الكيميائي البريطاني إدوارد فرانكلاند حياته بطريقة غير نمطية من دون أب شرعي، لكنه بدأ تاريخه الكيميائي بطريقة تقليدية، وذلك بالتتلمذ على يد صيدلاني. وكان متجهاً لأن يظل صيدلانياً، لولا تدخل طبيبين ساعداه في الحصول على وظيفة في معمل متحف الجيولوجيا الاقتصادية. وهناك ألتقى بأشهر كيميائي في ذلك الوقت، أدولف ويلهلم هيرمان كولب. وتعلم فرانكلاند الكثير من كولب، الذي أهله ليتلمذ على يد بنزن ويحصل على درجة الدكتوراه، ثم يدرس مع لابيج. وفي سياق التجارب التي قصد بها فرانكلاند إظهار صحة نظرية الرابطة لبرزيليوس والتي أجراها حوالي عام 1850، وقام فرانكلاند باختبار التفاعلات بين فلز الزنك (الخارصين) ويوديد الإيثيل في أنبوب محكم الإغلاق ومعرض لضوء الشمس أو مغمور في حمام زيتي ساخن. وقد أكتشف أن بعض المادة العضوية اتحد مع الزنك، طبق فرانكلاند دراسته هذه على مركبات الزئبق والأنتيمون وعناصر فلزية أخرى. لاحظ في أثناء دراسته لهذه العائلة من المركبات الجديدة (المواد العضوية المتحدة بالفلزات أو المركبات العضوية الفلزية) أنه يبدو أن هناك ثباتا في القيمة القصوى للاتحاد في العناصر الفلزية والتي لم يشك فيها أحد من قبل وكان مقدراً لهذه القيمة العظمى الثابتة للاتحاد أو التكافؤ، أن تصبح عاملاً حيوياً في فهم كيمياء الكربون وكل الكيمياء في الواقع.
توفي في 9 أغسطس 1899

## امتيازات علمية
- ضمه إلى الجمعية الملكية.
- حصوله على «ميدالية كوبلي».
- إدخال صيغ بنائية جديدة.
- اكتشاف الهيليوم في جو الشمس.

## المحاضرات
ما بين عامي 1864، 1862. دعي لإلقاء محاضرة في معهد رويال على الهواء والمياه، وكيمياء الفحم، وكيمياء الغازات.

## وصلات خارجية
- إدوارد فرانكلاند على موقع الموسوعة البريطانية (الإنجليزية)

بالعربية
- ، السير ادوارد: مكتشف الهيليوم، موقع موهوبون [وصلة مكسورة]
- فرانكلاند - موقع المعرفة. [وصلة مكسورة]

بالإنجليزية
- Brief biography with census records
- Obituary from The Times
- Dictionary of National Biography (1901) entry for Edward Frankland
- Audio program, and transcript, about Frankland
- Publisher's blurb for a book-length biography of Frankland published in 2003